# 월배차량사업소
월배차량사업소(月背車輛事業所)는 대한민국 대구광역시 달서구 유천동에 있는 대구교통공사 대구 도시철도 1호선의 차량기지다.

## 개요
주요 업무는 1호선 전동차 경·중검수 관리와 2호선 전동차 중검수 관리다. 진천역 방향으로 입·출고 선로가 연결되어 있다. 유천동, 대천동 아파트 단지와 대천공영차고지 등과 마주보고 있다.

## 배선도
이 차량기지의 배선도는 다음과 같다. 대구교통공사 1000호대 전동차는 설화명곡역에 종착한 후 회차선으로 들어갔다가 하행(안심 방향) 승강장을 통해 진천역까지 무정차 회송 및 방향 전환 후 진천역 방향으로 연결된 입고 선로를 타고 입고하고, 대구교통공사 2000호대 전동차는 청라언덕역~대구 도시철도 1호선의 명덕역 사이에 있는 연결 선로를 타고, 대구 도시철도 1호선의 진천역까지 회송 후 입고하여 중정비를 받는다.

## 업무
- 대구교통공사 1000호대 전동차 입·출고 검수관리
- 대구교통공사 2000호대 전동차 중정비